# Robert G. Sandness
| (10593) Susannesandra | 24. August 1996 |
| (16031) 1999 FJ10     | 20. März 1999   |
| (17055) 1999 GP3      | 6. April 1999   |
| (35284) 1996 TM3      | 5. Oktober 1996 |
| (59370) 1999 EK5      | 15. März 1999   |
| (85397) 1996 TN3      | 6. Oktober 1996 |

Robert G. Sandness ist ein US-amerikanischer Amateurastronom und Asteroidenentdecker.
Zwischen 1996 und 1999 entdeckte er an seiner Sternwarte in King City nördlich von Toronto in Kanada insgesamt sechs Asteroiden.